# Stine Frank
Stine Frank (født 19. marts 1979 i Sønderborg) er en dansk tidligere håndboldspiller, der spillede som venstre fløj.
Frank har spillet i Strandby/Elling og fået sin håndboldopdragelse der, Frederikshavn, Brabrand IF, Slagelse FH, GOG Svendborg TGI og SK Århus. Hun har vundet DM-sølv, Nordisk Mesterskab, bronze i U-VM, Champions League og The Treble med Slagelse FH.
I 2006 forlod hun GOG Håndbold efter to år, da hun ikke havde fået meget spilletid. I 2009 kritiserede hun offentligt Anja Andersens ledelsesstil i Slagelse DT.
Hun spillede flere kampe for Danmarks ungdomslandhold.
Hun fik i december 2006 en knæskade i en kamp med Silkeborg Voel KFUM mod Aalborg DH. Hun er aldrig kommet tilbage efter skaden.

## Eksterne links
- DhDb profil